# Mapun
Mapun (Filipino: Bayan ng Mapun; Jama Mapun: Tanah Mapun) ist eine philippinische Stadtgemeinde in der Provinz Tawi-Tawi, Verwaltungsregion Autonomous Region in Muslim Mindanao. Sie hat 26.597 Einwohner (Zensus 1. August 2015), die in 15 Barangays lebten. Sie wird als Gemeinde der vierten Einkommensklasse auf den Philippinen und als urbanisiert eingestuft.
Mapun liegt inmitten der Sulusee, ca. 295 km nördlich der Provinzhauptstadt Panglima Sugala entfernt, und umfasst die Insel Cagayan de Tawi-Tawi sowie deren Nebeninseln. Weiterhin gehören die abgelegenen Inseln Manuc Manucan, Bancauan und Bancoran zur Gemeinde, die zwischen 58 und 90 Kilometer im Norden liegen. Sie ist nur mit Schiffen erreichbar.
Die größte Bevölkerungsgruppe stellen die Jama Mapun (dt.: ‚Menschen von Mapun‘), die größtenteils Muslime sind und die Sprache Pullun Mapun sprechen. Andere in der Gemeinde lebende indigene Volksgruppen sind die Sama Badjao, Pangutaran, Tausūg und die Yakan.
Ältere Bezeichnungen für die Gemeinde waren Cagayan de Sulu und Cagayan de Tawi-Tawi, seit 5. September 1988 heißt sie offiziell Mapun.

## Baranggays
- Boki
- Duhul Batu
- Kompang
- Lupa Pula
- Guppah
- Mahalu
- Pawan
- Sikub
- Tabulian
- Tanduan
- Umus Mataha
- Iruk-Iruk
- Liyubud (Pob.)
- Lubbak Parang
- Sapah